# Piłka nożna na Letnich Igrzyskach Olimpijskich 1984
Zawody w piłce nożnej na Letnich Igrzyskach Olimpijskich 1984 w Los Angeles rozegrane zostały po raz osiemnasty w historii igrzysk olimpijskich. W rywalizacji wzięło udział 16 męskich reprezentacji piłkarskich z 5 konfederacji piłkarskich. W ramach turnieju olimpijskiego rozegrano 32 mecze. Rywalizacja podzielona została na 4 grupy, z których do dalszej gry w fazie pucharowej awansowały po 2 ekipy. Gospodarzami turnieju olimpijskiego były cztery amerykańskie miasta: Pasadena, Stanford, Annapolis i Boston.
W 1984 roku do udziału w igrzyskach olimpijskich po raz pierwszy dopuszczeni zostali profesjonalni piłkarze, reprezentujący Azję, Afrykę, Amerykę Północną, Środkową i Karaiby oraz Oceanię. W przypadku zawodników z Europy i Ameryki Południowej ciągle obowiązywały stare przepisy. Znaczny wpływ na listę zakwalifikowanych drużyn miał bojkot igrzysk. Wśród uczestników zabrakło obrońców mistrzowskiego tytułu – Czechosłowacji; dodatkowo z udziału w zawodach zrezygnowały reprezentacje Związku Radzieckiego oraz Niemiec Wschodnich, które awans do zawodów zdobyły wygrywając swoje grupy eliminacyjne.
Turniej zakończył się zwycięstwem reprezentacji Francji, która w walce o złoty medal pokonała wynikiem 2:0 zespół Brazylii. Rywalizacja o medal brązowy zakończyła się triumfem reprezentacji Jugosławii, która wynikiem 2:1 pokonała drużynę Włoch. Francuzi, wygrywając turniej olimpijski, stali się pierwszą reprezentacją w historii, która w jednym roku zdobyła złoty medal olimpijski i mistrzostwo Europy. Królami strzelców turnieju olimpijskiego zostało trzech zawodników z dorobkiem 5 goli: Jugosłowianie Borislav Cvetković i Stjepan Deverić oraz Francuz Daniel Xuereb.
Był to drugi olimpijski turniej piłkarski goszczący w Stanach Zjednoczonych. Do historii przeszedł dzięki rekordowi publiczności oglądającej mecz finałowy – spotkanie Francji z Brazylią rozegrane na Rose Bowl w Pasadenie oglądało na żywo 101 799 osób. Rekord frekwencji pobity został dopiero w 2000 roku. Był to także rekordowy wynik jeżeli chodzi o frekwencję na meczu piłkarskim w Stanach Zjednoczonych; rezultat pobito dopiero w 2014 roku.

## Zakwalifikowane drużyny
| AFC: - Arabia Saudyjska - Irak - Katar CAF: - Egipt - Kamerun - Maroko CONCACAF: - Kanada - Kostaryka | CONMEBOL: - Brazylia - Chile UEFA: - Francja - Norwegia - Niemcy Zachodnie - Jugosławia gospodarz: - Stany Zjednoczone |

## Stadiony
Wśród miast gospodarzy turnieju olimpijskiego zabrakło stolicy igrzysk, czyli Los Angeles; był to pierwszy taki przypadek w historii. Główną i największa areną zawodów był stadion Rose Bowl w Pasadenie (leżącej w obszarze metropolitalnym Los Angeles). Obiekt gościł sześć meczów fazy grupowej (grupy C i D) oraz dwa ćwierćfinały, półfinał, mecz o 3. miejsce i finał. Ostatni mecz turnieju zgromadził na stadionie rekordową liczbę osób (biorąc pod uwagę Igrzyska Olimpijskie i piłkę nożną w Stanach Zjednoczonych). Pojedynek pomiędzy Brazylią i Francją oglądało na żywo 101 799 osób. Wynik ten poprawiony został dopiero w 2000 roku, kiedy to mecz finałowy turnieju olimpijskiego między Kamerunem i Hiszpanią rozegrany na Stadium Australia w Sydney obserwowało 104 098 osób. Rekord frekwencji na meczu piłki nożnej w Stanach Zjednoczonych pobity został w 2014 roku na Michigan Stadium w Ann Arbor, gdzie 109 318 osób oglądało na żywo pojedynek klubowy między Manchester United i Realem Madryt.
Drugim stadionem turnieju olimpijskiego położonym na terenie Kalifornii był Stanford Stadium w Stanford – mieście leżącym w rejonie San Francisco Bay Area. Obiekt gościł sześć meczów w ramach fazy grupowej (grupa C i D) oraz dwa ćwierćfinały i półfinał. Rekord frekwencji podczas turnieju olimpijskiego na Stanford Stadium wyniósł 83 642; tyle osób na żywo oglądało półfinałowe spotkanie między Włochami i Brazylią. Zarówno Stanford Stadium jak i Rose Bowl w swojej późniejszej historii miało okazję gościć inne ważne imprezy piłkarskie, w tym mistrzostwa świata w 1994 roku. Stadion w Stanford wyburzony został w 2005 roku; na jego miejscu wybudowany został nowy obiekt.
Listę olimpijskich aren piłkarskich dopełniały dwa – znacznie mniejsze stadiony, położone na wschodnim wybrzeżu Stanów Zjednoczonych. Były to Harvard Stadium w Bostonie oraz Navy-Marine Corps Memorial Stadium w Annapolis. Obiekty w ramach turnieju olimpijskiego gościły po sześć meczów w fazy grupowej (grupy A i B).
| Rose Bowl            | PasadenaStanfordAnnapolisBoston Miasta-organizatorzy turnieju olimpijskiego w 1984 roku | Navy-Marine Corps Memorial Stadium |
| Rose Bowl            | PasadenaStanfordAnnapolisBoston Miasta-organizatorzy turnieju olimpijskiego w 1984 roku | Navy-Marine Corps Memorial Stadium |
| Pasadena, Kalifornia | PasadenaStanfordAnnapolisBoston Miasta-organizatorzy turnieju olimpijskiego w 1984 roku | Annapolis, Maryland                |
| Stanford Stadium     | PasadenaStanfordAnnapolisBoston Miasta-organizatorzy turnieju olimpijskiego w 1984 roku | Harvard Stadium                    |
| Stanford Stadium     | PasadenaStanfordAnnapolisBoston Miasta-organizatorzy turnieju olimpijskiego w 1984 roku | Harvard Stadium                    |
| Stanford, Kalifornia | PasadenaStanfordAnnapolisBoston Miasta-organizatorzy turnieju olimpijskiego w 1984 roku | Boston, Massachusetts              |

## Sędziowie

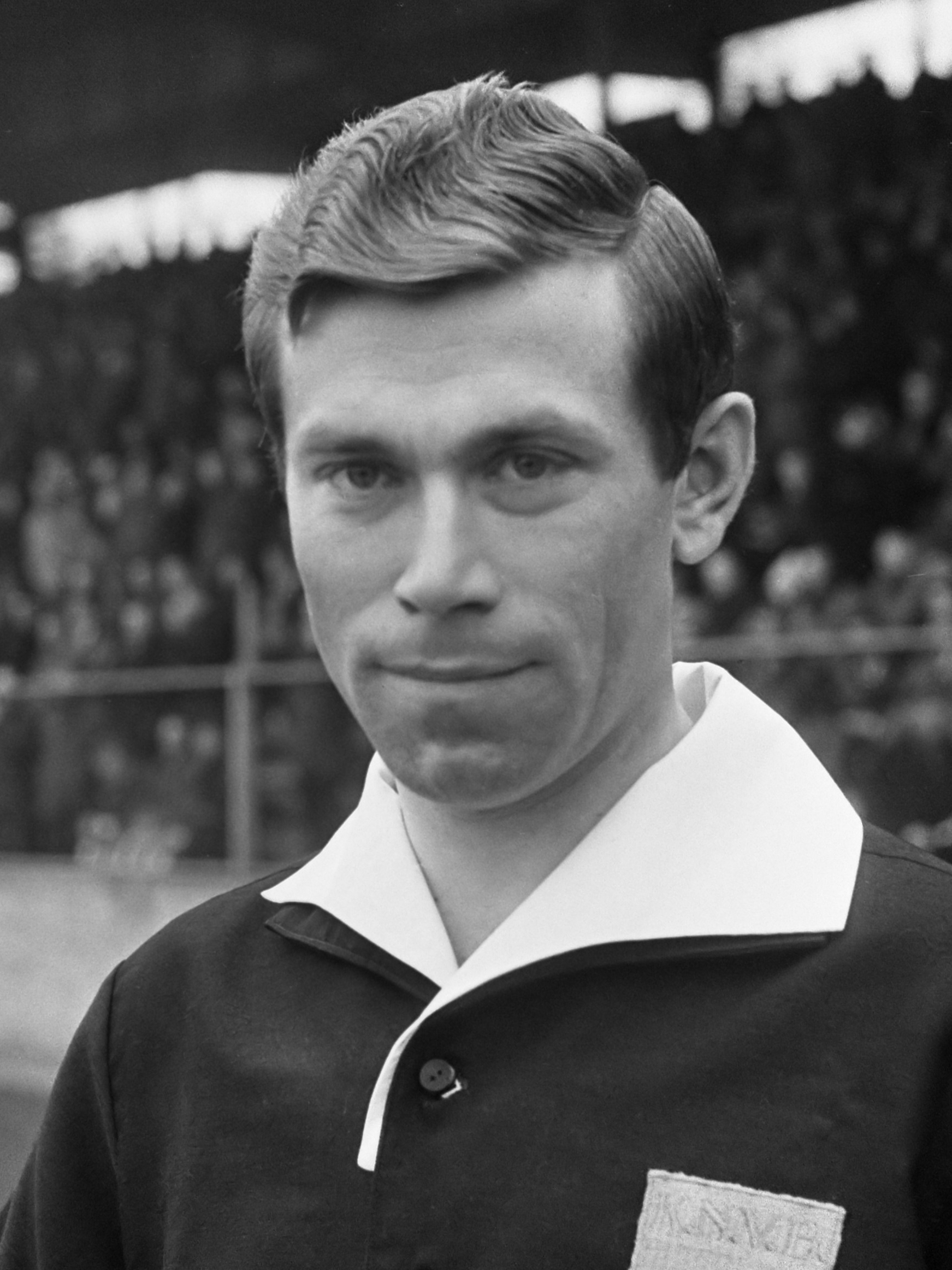
Jan Keizer – w ramach turnieju olimpijskiego sędziował trzy spotkania, w tym mecz o złoty medal

Spotkania w ramach turnieju olimpijskiego w 1984 roku sędziowało 22 arbitrów, z czego: 3 z Azji, 3 z Afryki, 4 z Ameryki Północnej, Środkowej i Karaibów, 4 z Ameryki Południowej i 8 z Europy.
| AFC: - Abdul Aziz Al-Salmi - Cha Kyung-bok - Toshikazu Sano CAF: - Mohamed Hossameldin - Gebreyesus Tesfaye - Bester Kalombo CONCACAF: - Tony Evangelista - Antonio Márquez Ramírez - Jesus Paulino Siles Calderón - David Socha | CONMEBOL: - Romualdo Arppi Filho - Gastón Castro - Jesús Díaz - Jorge Eduardo Romero UEFA: - Enzo Barbaresco - Ioan Igna - Jan Keizer - Brian McGinlay - Joël Quiniou - Volker Roth - Victoriano Sánchez Arminio - Edvard Šoštarič |

## Medaliści
| Medal         | Reprezentacja | Bramkarze                     | Obrońcy                                                                              | Pomocnicy                                                                                               | Napastnicy                                                      |
| ------------- | ------------- | ----------------------------- | ------------------------------------------------------------------------------------ | --- | --------------------------------------------------------------- |
| Medal złoty   | Francja       | Albert Rust Michel Bensoussan | William Ayache Michel Bibard Philippe Jeannol Didier Sénac Jean-Christophe Thouvenel | Dominique Bijotat Guy Lacombe Jean-Claude Lemoult Jean-Philippe Rohr José Touré Jean-Louis Zanon        | François Brisson Patrick Cubaynes Patrice Garande Daniel Xuereb |
| Medal srebrny | Brazylia      | Gilmar Rinaldi Luís Henrique  | Ronaldo Pinga Mauro Galvão André Luís Davi                                           | Ademir Paulo Santos Dunga Luis Carlos Winck Tonho                                                       | Kita Gilmar Popoca Silvinho Chicão Milton Cruz                  |
| Medal brązowy | Jugosławia    | Ivan Pudar Tomislav Ivković   | Vlado Čapljić Mirsad Baljić Marko Elsner Ljubomir Radanović Branko Miljuš            | Srečko Katanec Admir Smajić Nenad Gračan Mehmed Baždarević Jovica Nikolić Dragan Stojković Mitar Mrkela | Miłko Ǵurowski Borislav Cvetković Stjepan Deverić               |

## Wyniki

### Faza grupowa

#### Grupa A
| Zespół   | Pkt | M | W | R | P | Br+ | Br− | +/− |
| -------- | --- | - | - | - | - | --- | --- | --- |
| Francja  | 4   | 3 | 1 | 2 | 0 | 5   | 4   | +1  |
| Chile    | 4   | 3 | 1 | 2 | 0 | 2   | 1   | +1  |
| Norwegia | 3   | 3 | 1 | 1 | 1 | 3   | 2   | +1  |
| Katar    | 1   | 3 | 0 | 1 | 2 | 2   | 5   | -3  |

| 1 29 lipca 1984 19:30 | Norwegia | 0:0(0:0)Raport | Chile | Harvard Stadium, Boston Widzów: 25 000 Sędzia: David Socha |
|                       |          |                |       |                                                            |

| 2 29 lipca 1984 19:30 | Francja · Patrice Garande 43' · Daniel Xuereb 61' | 2:2(1:0)Raport | Katar · Khalid Salman Al-Muhannadi 55' 60' | Navy-Marine Corps Memorial Stadium, Annapolis Widzów: 29 240 Sędzia: Romualdo Arppi Filho |
|                       |                                                   |                |                                            |                                                                                           |

| 9 31 lipca 1984 19:00 | Norwegia · Per Egil Ahlsen 33' | 1:2(1:1)Raport | Francja · François Brisson 5' 56' | Harvard Stadium, Boston Widzów: 27 832 Sędzia: Volker Roth |
|                       |                                |                |                                   |                                                            |

| 10 31 lipca 1984 19:00 | Chile · Jaime Baeza 52' | 1:0(0:0)Raport | Katar | Navy-Marine Corps Memorial Stadium, Annapolis Widzów: 14 508 Sędzia: Luis Paulino Siles |
|                        |                         |                |       |                                                                                         |

| 17 2 sierpnia 1984 19:00 | Katar | 0:2(0:1)Raport | Norwegia · Joar Vaadal 21' 52' | Harvard Stadium, Boston Widzów: 17 529 Sędzia: Bester Kalombo |
|                          |       |                |                                |                                                               |

| 18 2 sierpnia 1984 19:00 | Chile · Fernando Santis 9' | 1:1(1:0)Raport | Francja · Jean-Claude Lemoult 50' | Navy-Marine Corps Memorial Stadium, Annapolis Widzów: 28 114 Sędzia: Jan Keizer |
|                          |                            |                |                                   |                                                                                 |

#### Grupa B
| Zespół     | Pkt | M | W | R | P | Br+ | Br− | +/− |
| ---------- | --- | - | - | - | - | --- | --- | --- |
| Jugosławia | 6   | 3 | 3 | 0 | 0 | 7   | 3   | +4  |
| Kanada     | 3   | 3 | 1 | 1 | 1 | 4   | 3   | +1  |
| Kamerun    | 2   | 3 | 1 | 0 | 2 | 3   | 5   | -2  |
| Irak       | 1   | 3 | 0 | 1 | 2 | 3   | 6   | -3  |

| 5 30 lipca 1984 19:30 | Kanada · Gerry Gray 70' | 1:1(0:0)Raport | Irak · Husajn Said 83' | Harvard Stadium, Boston Widzów: 16 730 Sędzia: Jesús Díaz |
|                       |                         |                |                        |                                                           |

| 6 30 lipca 1984 19:30 | Jugosławia · Jovica Nikolić 39' · Borislav Cvetković 70' | 2:1(1:1)Raport | Kamerun · Roger Milla 32' | Navy-Marine Corps Memorial Stadium, Annapolis Widzów: 15 010 Sędzia: Jan Keizer |
|                       |                                                          |                |                           |                                                                                 |

| 13 1 sierpnia 1984 19:00 | Kamerun · Paul Bahoken 7' | 1:0(1:0)Raport | Irak | Harvard Stadium, Boston Widzów: 20 000 Sędzia: David Socha |
|                          |                           |                |      |                                                            |

| 14 1 sierpnia 1984 19:00 | Jugosławia · Jovica Nikolić 76' | 1:0(0:0)Raport | Kanada | Navy-Marine Corps Memorial Stadium, Annapolis Widzów: 20 000 Sędzia: Mohammed Hossameldin |
|                          |                                 |                |        |                                                                                           |

| 21 3 sierpnia 1984 19:00 | Kamerun · Louis M’Fedé 76' | 1:3(0:1)Raport | Kanada · Dale Mitchell 43' 82' · Igor Vrablic 72' | Harvard Stadium, Boston Widzów: 27 621 Sędzia: Enzo Barbaresco |
|                          |                            |                |                                                   |                                                                |

| 22 3 sierpnia 1984 19:00 | Irak · Husajn Said 17' · Ali Hussein 43' | 2:4(2:0)Raport | Jugosławia · Stjepan Deverić 55' 76' 87' · Jovica Nikolić 86' | Navy-Marine Corps Memorial Stadium, Annapolis Widzów: 24 430 Sędzia: Toshikazu Sano |
|                          |                                          |                |                                                               |                                                                                     |

#### Grupa C
| Zespół           | Pkt | M | W | R | P | Br+ | Br− | +/− |
| ---------------- | --- | - | - | - | - | --- | --- | --- |
| Brazylia         | 6   | 3 | 3 | 0 | 0 | 6   | 1   | +5  |
| Niemcy Zachodnie | 4   | 3 | 2 | 0 | 1 | 8   | 1   | +7  |
| Maroko           | 2   | 3 | 1 | 0 | 2 | 1   | 4   | -3  |
| Arabia Saudyjska | 0   | 3 | 0 | 0 | 3 | 1   | 10  | -9  |

| 7 30 lipca 1984 19:30 | Niemcy Zachodnie · Uwe Rahn 43' · Andreas Brehme 52' | 2:0(1:0)Raport | Maroko | Stanford Stadium, Stanford Widzów: 23 228 Sędzia: Tony Evangelista |
|                       |                                                      |                |        |                                                                    |

| 8 30 lipca 1984 19:00 | Brazylia · Gilmar Popoca 12' · Silvinho 50' · Dunga 59' | 3:1(1:0)Raport | Arabia Saudyjska · Madżid Abdullah 69' | Rose Bowl, Pasadena Widzów: 40 799 Sędzia: Brian McGinlay |
|                       |                                                         |                |                                        |                                                           |

| 15 1 sierpnia 1984 19:00 | Niemcy Zachodnie | 0:1(0:0)Raport | Brazylia · Gilmar Popoca 86' | Stanford Stadium, Stanford Widzów: 75 239 Sędzia: Cha Kyung-bok |
|                          |                  |                |                              |                                                                 |

| 16 1 sierpnia 1984 19:00 | Maroko · Mustafa Merry 72' | 1:0(0:0)Raport | Arabia Saudyjska | Rose Bowl, Pasadena Widzów: 36 909 Sędzia: Edvard Šoštarič |
|                          |                            |                |                  |                                                            |

| 23 3 sierpnia 1984 19:00 | Arabia Saudyjska | 0:6(0:4)Raport | Niemcy Zachodnie · Christian Schreier 8' 66' · Rudolf Bommer 22' 72' · Uwe Rahn 24' · Frank Mill 32' | Stanford Stadium, Stanford Widzów: 26 242 Sędzia: Ioan Igna |
|                          |                  |                | |                                                             |

| 24 3 sierpnia 1984 19:00 | Maroko | 0:2(0:0)Raport | Brazylia · Dunga 64' · Kita 70' | Rose Bowl, Pasadena Widzów: 49 355 Sędzia: Arminio Victoriano Sánchez |
|                          |        |                |                                 |                                                                       |

#### Grupa D
| Zespół            | Pkt | M | W | R | P | Br+ | Br− | +/− |
| ----------------- | --- | - | - | - | - | --- | --- | --- |
| Włochy            | 4   | 3 | 2 | 0 | 1 | 2   | 1   | +1  |
| Egipt             | 3   | 3 | 1 | 1 | 1 | 5   | 3   | +2  |
| Stany Zjednoczone | 3   | 3 | 1 | 1 | 1 | 4   | 2   | +2  |
| Kostaryka         | 2   | 3 | 1 | 0 | 2 | 2   | 7   | -5  |

| 3 29 lipca 1984 19:30 | Stany Zjednoczone · Rick Davis 23' 86' · Jean Willrich 35' | 3:0(2:0)Raport | Kostaryka | Stanford Stadium, Stanford Widzów: 78 000 Sędzia: Joël Quiniou |
|                       |                                                            |                |           |                                                                |

| 4 29 lipca 1984 19:30 | Włochy · Aldo Serena 63' | 1:0(0:0)Raport | Egipt | Rose Bowl, Pasadena Widzów: 37 430 Sędzia: Gastón Castro |
|                       |                          |                |       |                                                          |

| 11 31 lipca 1984 19:00 | Egipt · Mahmoud El Khatib 32' · Magdi Abdelghani 35' · Emad Soliman 62' · Khaled Gadallah 71' | 4:1(2:0)Raport | Kostaryka · Evaristo Coronado 87' | Stanford Stadium, Stanford Widzów: 20 645 Sędzia: Antonio Márquez Ramírez |
|                        |                                                                                               |                |                                   |                                                                           |

| 12 31 lipca 1984 19:00 | Włochy · Franco Baresi 58' | 1:0(0:0)Raport | Stany Zjednoczone | Rose Bowl, Pasadena Widzów: 63 624 Sędzia: Abdul Aziz Al-Salmi |
|                        |                            |                |                   |                                                                |

| 19 2 sierpnia 1984 19:00 | Egipt · Emad Soliman 27' | 1:1(1:1)Raport | Stany Zjednoczone · Gregg Thompson 8' | Stanford Stadium, Stanford Widzów: 54 973 Sędzia: Jorge Eduardo Romero |
|                          |                          |                |                                       |                                                                        |

| 20 2 sierpnia 1984 19:00 | Kostaryka · Enrique Rivers 33' | 1:0(1:0)Raport | Włochy | Rose Bowl, Pasadena Widzów: 41 291 Sędzia: Gebreysus Tesfaye |
|                          |                                |                |        |                                                              |

### Faza pucharowa
|  |                            |                  |                            |                            |   |           |                             |                             |                             |                             |                   |       |       |
|  | Ćwierćfinały               | Ćwierćfinały     | Ćwierćfinały               |                            |   | Półfinały | Półfinały                   | Półfinały                   |                             |                             | Finał             | Finał | Finał |
|  | Ćwierćfinały               | Ćwierćfinały     | Ćwierćfinały               |                            |   | Półfinały | Półfinały                   | Półfinały                   |                             |                             | Finał             | Finał | Finał |
|  | 5 sierpnia 1984 – Pasadena |                  |                            |                            |   |           |                             |                             |                             |                             |                   |       |       |
|  |                            |                  |                            |                            |   |           |                             |                             |                             |                             |                   |       |       |
|  | Francja                    | Francja          | 2                          |                            |   |           |                             |                             |                             |                             |                   |       |       |
|  | Francja                    | Francja          | 2                          | 8 sierpnia 1984 – Pasadena |   |           |                             |                             |                             |                             |                   |       |       |
|  | Egipt                      | Egipt            | 0                          |                            |   |           |                             |                             |                             |                             |                   |       |       |
|  | Egipt                      | Egipt            | 0                          |                            |   | Francja   | Francja                     | 4                           |                             |                             |                   |       |       |
|  | 6 sierpnia 1984 – Pasadena |                  |                            |                            |   | Francja   | Francja                     | 4                           |                             |                             |                   |       |       |
|  |                            |                  | Jugosławia                 | Jugosławia                 | 2 |           |                             |                             |                             |                             |                   |       |       |
|  | Jugosławia                 | Jugosławia       | Jugosławia                 | Jugosławia                 | 2 | 5         |                             |                             |                             |                             |                   |       |       |
|  | Jugosławia                 | Jugosławia       |                            |                            |   | 5         | 11 sierpnia 1984 – Pasadena |                             |                             |                             |                   |       |       |
|  | Niemcy Zachodnie           | Niemcy Zachodnie | 2                          |                            |   |           |                             |                             |                             |                             |                   |       |       |
|  | Niemcy Zachodnie           | Niemcy Zachodnie | 2                          |                            |   | Francja   | Francja                     | 2                           |                             |                             |                   |       |       |
|  | 5 sierpnia 1984 – Stanford |                  |                            |                            |   | Francja   | Francja                     | 2                           |                             |                             |                   |       |       |
|  |                            |                  | Brazylia                   | Brazylia                   | 0 |           |                             |                             |                             |                             |                   |       |       |
|  | Włochy                     | Włochy           | Brazylia                   | Brazylia                   | 0 | 1         |                             |                             |                             |                             |                   |       |       |
|  | Włochy                     | Włochy           | 8 sierpnia 1984 – Stanford |                            |   | 1         |                             |                             |                             |                             |                   |       |       |
|  | Chile                      | Chile            | 0                          |                            |   |           |                             |                             |                             |                             |                   |       |       |
|  | Chile                      | Chile            | 0                          |                            |   | Włochy    | Włochy                      | 1                           | Mecz o 3. miejsce           | Mecz o 3. miejsce           | Mecz o 3. miejsce |       |       |
|  | 6 sierpnia 1984 – Stanford |                  |                            |                            |   | Włochy    | Włochy                      | 1                           | Mecz o 3. miejsce           | Mecz o 3. miejsce           | Mecz o 3. miejsce |       |       |
|  |                            |                  | Brazylia                   | Brazylia                   | 2 |           |                             | 10 sierpnia 1984 – Pasadena | 10 sierpnia 1984 – Pasadena | 10 sierpnia 1984 – Pasadena |                   |       |       |
|  | Brazylia                   | Brazylia         | Brazylia                   | Brazylia                   | 2 | 1 (4)     |                             | 10 sierpnia 1984 – Pasadena | 10 sierpnia 1984 – Pasadena | 10 sierpnia 1984 – Pasadena |                   |       |       |
|  | Brazylia                   | Brazylia         |                            |                            |   |           |                             | Jugosławia                  | Jugosławia                  | 2                           |                   |       |       |
|  | Kanada                     | Kanada           | 1 (2)                      |                            |   |           |                             |                             | Jugosławia                  | 2                           |                   |       |       |
|  | Kanada                     | Kanada           | 1 (2)                      |                            |   |           |                             | Włochy                      | Włochy                      | 1                           |                   |       |       |
|  |                            |                  |                            |                            |   |           |                             |                             | Włochy                      | 1                           |                   |       |       |

#### Ćwierćfinały
| 25 5 sierpnia 1984 15:00 | Włochy · Beniamino Vignola 95' | 1:0 (dogr.)(0:0, 0:0)Raport | Chile | Stanford Stadium, Stanford Widzów: 67 349 Sędzia: Brian McGinlay |
|                          |                                |                             |       |                                                                  |

| 26 5 sierpnia 1984 19:00 | Francja · Daniel Xuereb 29' 52' | 2:0(1:0)Raport | Egipt | Rose Bowl, Pasadena Widzów: 66 228 Sędzia: Cha Kyung-bok |
|                          |                                 |                |       |                                                          |

| 27 6 sierpnia 1984 17:00                   | Brazylia · Gilmar Popoca 72' | 1:1 (dogr.) k. 4:2(0:0, 1:1, 1:1)Raport                | Kanada · 58' Dale Mitchell | Stanford Stadium, Stanford Widzów: 36 150 Sędzia: Luis Paulino Siles |
|                                            |                              |                                                        |                            |                                                                      |
|                                            |                              | Rzuty karne                                            |                            |                                                                      |
| Gilmar Popoca · Kita · Ademir · André Luís |                              | Bruce Wilson · Dale Mitchell · Ian Bridge · Gerry Gray |                            |                                                                      |

| 28 6 sierpnia 1984 19:00 | Jugosławia · Borislav Cvetković 21' 58' 70' · Ljubomir Radanović 27' · Nenad Gračan 46' (k) | 5:2(2:2)Raport | Niemcy Zachodnie · Rudolf Bommer 1' · Manfred Bockenfeld 28' | Rose Bowl, Pasadena Widzów: 58 439 Sędzia: Jorge Eduardo Romero |
|                          |                                                                                             |                |                                                              |                                                                 |

#### Półfinały
| 29 8 sierpnia 1984 18:15 | Francja · Dominique Bijotat 7' · Philippe Jeannol 15' · Guy Lacombe 96' · Daniel Xuereb 119' | 4:2 (dogr.)(2:0, 2:2)Raport | Jugosławia · Borislav Cvetković 63' · Stjepan Deverić 74' | Rose Bowl, Pasadena Widzów: 97 451 Sędzia: Antonio Márquez Ramírez |
|                          |                                                                                              |                             |                                                           |                                                                    |

| 30 8 sierpnia 1984 20:30 | Włochy · Pietro Fanna 62' | 1:2 (dogr.)(0:0, 1:1)Raport | Brazylia · Gilmar Popoca 53' · Ronaldo 95' | Stanford Stadium, Stanford Widzów: 83 642 Sędzia: David Socha |
|                          |                           |                             |                                            |                                                               |

#### Mecz o 3. miejsce
| 31 10 sierpnia 1984 19:00 | Jugosławia · Mirsad Baljić 59' · Stjepan Deverić 81' | 2:1(0:1)Raport | Włochy · Beniamino Vignola 27' (k) | Rose Bowl, Pasadena Widzów: 100 374 Sędzia: Brian McGinlay |
|                           |                                                      |                |                                    |                                                            |

#### Finał
| 32 11 sierpnia 1984 19:00 | Francja · François Brisson 55' · Daniel Xuereb 60' | 2:0(0:0)Raport | Brazylia | Rose Bowl, Pasadena Widzów: 101 799 Sędzia: Jan Keizer |
|                           |                                                    |                |          |                                                        |

## Strzelcy
5 goli:
| - Daniel Xuereb - Borislav Cvetković - Stjepan Deverić |

4 gole:
- Gilmar Popoca

3 gole:
| - François Brisson - Jovica Nikolić - Dale Mitchell | - Rudolf Bommer - Uwe Rahn |

2 gole:
| - Dunga - Emad Soliman | - Husajn Said - Khalid Salman Al-Muhannadi | - Christian Schreier - Joar Vaadal | - Rick Davis - Beniamino Vignola |

1 gol:
| - Madżid Abdullah - Kita - Ronaldo - Silvinho - Fernando Santis - Jaime Baeza - Khaled Gadallah - Magdi Abdelghani - Mahmoud El Khatib | - Dominique Bijotat - Guy Lacombe - Jean-Claude Lemoult - Patrice Garande - Philippe Jeannol - Ali Hussein - Ljubomir Radanović - Mirsad Baljić - Nenad Gračan | - Louis M’Fedé - Paul Bahoken - Roger Milla - Gerry Gray - Igor Vrablic - Enrique Rivers - Evaristo Coronado - Mustafa Merry - Andreas Brehme | - Frank Mill - Manfred Bockenfeld - Per Egil Ahlsen - Gregg Thompson - Jean Willrich - Aldo Serena - Franco Baresi - Pietro Fanna |